# France Football
France Football és una revista mensual francesa que conté notícies de futbol de tot el món, amb especial cobertura a les més importants lligues europees (La Lliga, Bundesliga, Premier League, Calcio, Ligue 1, etc.).
És considerada una de les publicacions esportives més reputades d'Europa, principalment pels seus reportatges fotogràfics, entrevistes en profunditat i exclusives i estadístiques precises dels partits de la Lliga de Campions de la UEFA, i l'àmplia cobertura de les lligues europees. Amb seu d'edició a París, la revista va ser fundada el 1946. Des de 1956, atorga anualment com guardó la Pilota d'Or al millor futbolista de l'any a Europa. Aquest és triat pels corresponsals de la revista de diferents països.

## Premis
Des del 1956, France Football atorga la Pilota d'Or (lit. ‘"Golden Ball"’ inicialment anomenat el premi al «Futbolista Europeu de l'Any». Després de la fusió del premi amb el premi al Jugador Mundial de l'Any de la FIFA el 2010, la revista va atorgar la Pilota d'Or de la FIFA al millor jugador del món en col·laboració amb la FIFA, l'òrgan rector de l'esport, fins al 2016, quan va reprendre la plena propietat del trofeu. Des del 1959, France Football també elegeix el Jugador Francès de l'Any i guardona el millor equip de club d'Europa des del 1968 fins al 1990.

## Història
France Football es va originar a partir de la revista Football, que es va publicar del 1927 al 1944 i que durant un temps va ser l'òrgan imprès semioficial de la FFF. Inicialment, FF es publicava en paper de diari normal i només en blanc i negre; des del febrer de 1977 (introducció de la portada en color), la revista s'ha convertit cada cop més en una revista il·lustrada amb nombroses fotografies en color de gran format. La seva tirada va augmentar paral·lelament de 120.000 (1975) a 213.000 exemplars (2004).
Del 1974 al 1982 i del 1997 al 2013 hi va haver dos números setmanals (dimarts i divendres), i el número del divendres del 1978 al 1982 es deia France Foot 2, i des de l'abril del 2013 només s'ha produït el número del dimarts. En el número 3587 del 21 de gener de 2015, la data de publicació es va canviar a dimecres.
La contribució de França al futbol i a la seva formació de jugadors de primer nivell és ben coneguda. Talents excepcionals com Mbappé, Katoto, Diani, Griezmann i molts altres provenen d'aquest país. És per això que la revista en si i els premis que atorga són tan ben considerats i considerats autoritzats. Des del 3 de novembre de 2008, al lloc web de la revista Francefootball.fr publica un butlletí diari.

## "Equip de somni 2020"
El 2020, en lloc del tradicional lliurament de la Pilota d'Or, la revista va organitzar una votació entre 177 periodistes dels principals mitjans de comunicació del món (140 d'ells estrangers) per determinar l'"equip ideal", un equip simbòlic format pels millors jugadors de la història del futbol. Al desembre, France Football va publicar tres "equips de somni" alhora.